# David Macpherson
David Macpherson (ur. 3 lipca 1967 w Launceston) – australijski tenisista i trener tenisa.

## Kariera tenisowa
Występując jeszcze jako junior wygrał w 1985 roku juniorski turniej Australian Open w grze podwójnej wspólnie z Brettem Custerem, a w 1983 roku był finalistą US Open.
Jako zawodowy tenisista Macpherson występował w latach 1985–2002.
W grze podwójnej wygrał 16 turniejów z rangi ATP World Tour, począwszy od 1990 roku w Toronto (z Patrickem Galbraithem), a kończąc w 2003 roku w Newport (z Jordanem Kerrem). Ponadto był uczestnikiem 13 finałów deblowych. W zawodach wielkoszlemowych najlepszy wynik ustanowił w 1998 roku podczas Australian Open, gdzie startował z Davidem Wheatonem. Spotkanie o udział w finale przegrał z Toddem Woodbridge’em i Markiem Woodforde’em.
W rankingu gry pojedynczej Macpherson najwyżej był na 293. miejscu (5 marca 1990), a w klasyfikacji gry podwójnej na 11. pozycji (2 listopada 1992).

### Finały w turniejach ATP World Tour
| Legenda                                      |
| -------------------------------------------- |
| Wielki Szlem                                 |
| Igrzyska olimpijskie                         |
| Tennis Masters Cup / ATP Finals              |
| ATP Masters Series / ATP Tour Masters 1000   |
| ATP International Series Gold / ATP Tour 500 |
| ATP International Series / ATP Tour 250      |

#### Gra podwójna (16–13)
| Końcowy wynik | Nr  | Data                 | Turniej      | Nawierzchnia    | Partner           | Przeciwnicy                        | Wynik finału        |
| ------------- | --- | -------------------- | ------------ | --------------- | ----------------- | ---------------------------------- | ------------------- |
| Zwycięzca     | 1.  | 18 lutego 1990       | Toronto      | Dywanowa (hala) | Patrick Galbraith | Neil Broad Kevin Curren            | 2:6, 6:4, 6:3       |
| Finalista     | 1.  | 3 marca 1991         | Rotterdam    | Dywanowa (hala) | Steve DeVries     | Patrick Galbraith Anders Järryd    | 6:7, 2:6            |
| Finalista     | 2.  | 20 października 1991 | Lyon         | Dywanowa (hala) | Steve DeVries     | Tom Nijssen Cyril Suk              | 6:7, 3:6            |
| Zwycięzca     | 2.  | 9 lutego 1992        | Mediolan     | Dywanowa (hala) | Neil Broad        | Sergio Casal Emilio Sánchez        | 5:7, 7:5, 6:4       |
| Zwycięzca     | 3.  | 8 marca 1992         | Indian Wells | Twarda          | Steve DeVries     | Kent Kinnear Sven Salumaa          | 4:6, 6:3, 6:3       |
| Zwycięzca     | 4.  | 3 maja 1992          | Atlanta      | Ceglana         | Steve DeVries     | Mark Keil Dave Randall             | 6:3, 6:3            |
| Zwycięzca     | 5.  | 10 maja 1992         | Charlotte    | Ceglana         | Steve DeVries     | Bret Garnett Jared Palmer          | 6:4, 7:6            |
| Zwycięzca     | 6.  | 21 czerwca 1992      | Manchester   | Trawiasta       | Patrick Galbraith | Jeremy Bates Laurie Warder         | 4:6, 6:3, 6:2       |
| Zwycięzca     | 7.  | 4 października 1992  | Brisbane     | Twarda (hala)   | Steve DeVries     | Patrick McEnroe Jonathan Stark     | 6:4, 6:4            |
| Finalista     | 3.  | 1 listopada 1992     | Sztokholm    | Dywanowa (hala) | Steve DeVries     | Mark Woodforde Todd Woodbridge     | 3:6, 4:6            |
| Finalista     | 4.  | 21 lutego 1993       | Stuttgart    | Dywanowa (hala) | Steve DeVries     | Mark Kratzmann Wally Masur         | 3:6, 6:7            |
| Zwycięzca     | 8.  | 18 kwietnia 1993     | Nicea        | Ceglana         | Laurie Warder     | Shelby Cannon Scott Melville       | 3:4 krecz           |
| Finalista     | 5.  | 22 sierpnia 1993     | New Haven    | Twarda          | Steve DeVries     | Cyril Suk Daniel Vacek             | 3:6, 6:7            |
| Finalista     | 6.  | 15 stycznia 1995     | Sydney       | Twarda          | Trevor Kronemann  | Todd Woodbridge Mark Woodforde     | 6:7, 4:6            |
| Zwycięzca     | 9.  | 5 marca 1995         | Scottsdale   | Twarda          | Trevor Kronemann  | Luis Lobo Javier Sánchez           | 4:6, 6:3, 6:4       |
| Zwycięzca     | 10. | 16 kwietnia 1995     | Barcelona    | Ceglana         | Trevor Kronemann  | Goran Ivanišević Andrea Gaudenzi   | 6:2, 6:4            |
| Zwycięzca     | 11. | 7 maja 1995          | Monachium    | Ceglana         | Trevor Kronemann  | Luis Lobo Javier Sánchez           | 6:3, 6:4            |
| Zwycięzca     | 12. | 18 lutego 1996       | San José     | Twarda (hala)   | Trevor Kronemann  | Richey Reneberg Jonathan Stark     | 6:4, 3:6, 6:3       |
| Finalista     | 7.  | 14 lipca 1996        | Gstaad       | Ceglana         | Trevor Kronemann  | Jiří Novák Pavel Vízner            | 6:4, 6:7, 6:7       |
| Finalista     | 8.  | 22 czerwca 1997      | Rosmalen     | Trawiasta       | Trevor Kronemann  | Jacco Eltingh Paul Haarhuis        | 4:6, 5:7            |
| Finalista     | 9.  | 13 lipca 1997        | Gstaad       | Ceglana         | Trevor Kronemann  | Jewgienij Kafielnikow Daniel Vacek | 6:4, 6:7, 3:6       |
| Finalista     | 10. | 1 marca 1998         | Filadelfia   | Twarda (hala)   | Richey Reneberg   | Jacco Eltingh Paul Haarhuis        | 6:7, 7:6, 2:6       |
| Zwycięzca     | 13. | 24 maja 1998         | Sankt Pölten | Ceglana         | Jim Grabb         | David Adams Wayne Black            | 6:4, 6:4            |
| Finalista     | 11. | 12 marca 2000        | Scottsdale   | Twarda          | Patrick Galbraith | Jared Palmer Richey Reneberg       | 3:6, 5:7            |
| Zwycięzca     | 14. | 7 stycznia 2001      | Adelaide     | Twarda          | Grant Stafford    | Wayne Arthurs Todd Woodbridge      | 6:7(5), 6:4, 6:4    |
| Finalista     | 12. | 15 kwietnia 2001     | Casablanca   | Ceglana         | Pablo Albano      | Michael Hill Jeff Tarango          | 6:7(2), 3:6         |
| Finalista     | 13. | 29 kwietnia 2001     | Atlanta      | Ceglana         | Rick Leach        | Mahesh Bhupathi Leander Paes       | 3:6, 6:7(7)         |
| Zwycięzca     | 15. | 7 października 2001  | Tokio        | Twarda          | Rick Leach        | Paul Hanley Nathan Healey          | 1:6, 7:6(6), 7:6(4) |
| Zwycięzca     | 16. | 13 lipca 2003        | Newport      | Trawiasta       | Jordan Kerr       | Julian Knowle Jürgen Melzer        | 7:6(4), 6:3         |

## Kariera trenerska
W latach 2005–2016 był szkoleniowcem amerykańskich bliźniaków, Boba i Mike’a Bryanów.